# 리퀴드 펑크
리퀴드 펑크, 리퀴드 DnB, 리퀴드 또는 멜로딕 드럼 앤 베이스는 드럼 앤 베이스의 하위 장르다. 타 드럼 앤 베이스 장르와 유사한 베이스라인과 마디 레이아웃을 사용하는 반면, 마디 중심의 샘플을 줄이고 더 많은 악기 레이어(신시사이징 된 사운드나 내추럴 샘플), 화음, 멜로디 및 부드러운 분위기 등이 특징이다. 그래서 나이트 클럽 및 레이브 뿐만 아니라 방구석 리스너들도 들을 수 있는 감성적인 분위기를 연출한다. 재즈, 소울, 때로는 블루스와 같은 음악 장르는 리퀴드 펑크에 중요한 영향을 미쳤다.

## 역사

### 탄생

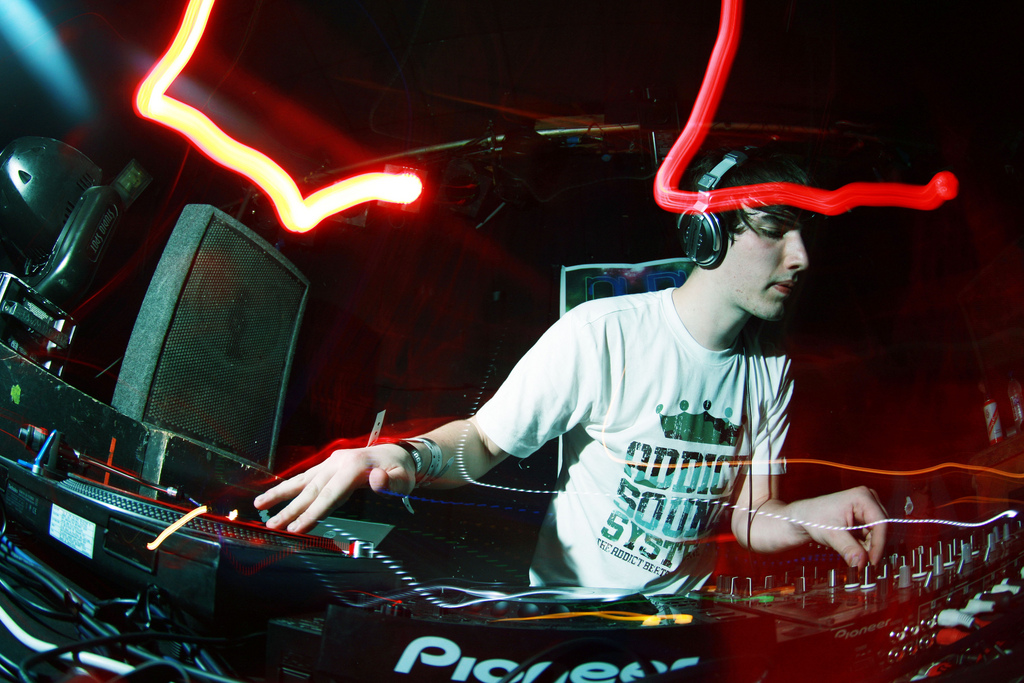
2008년 넷스카이 공연

1999년 Fabio는 리퀴드 펑크(liquid funk)라고 불리는 새로운 형태의 드럼 앤 베이스를 자신의 Creative Source 레이블에 동일한 이름의 버전을 발표하면서 옹호하기 시작했다. 리퀴드 펑크는 앰비언트, 펑크, 디스코, 하우스, 트랜스 음악의 영향을 받았고 보컬이 광범위하게 사용된다. 초창기는 성장이 더뎠다가, 이 스타일의 인기는 2003 - 2004년 사이에 대규모로 성장하고, 2005년에 드럼 앤 베이스에서 가장 인기가 많은 하위 장르가 되었고, Good Looking Records, Hospital Records, Liquid V, Shogun Limited, Fokuz Recordings 같은 레이블, 그리고 Netsky, High Contrast, Logistics, London Elektricity, Nu:Tone, Shapeshifter, DJ Marky, Solid State 같은 프로듀서들도 큰 인기를 얻었다.
리퀴드 펑크는 인텔리전트 드럼 앤 베이스나 아트모스피어릭 드럼 앤 베이스와 매우 유사하지만 미묘한 차이가 있다. 리퀴드 펑크는 소카 음악, 라틴 음악, 재즈, 디스코, 브레이크 비트 및 펑크 음악 큰 영향을 받은 반면, 인텔리전트 DnB 또는 아트모스피어릭 DnB는 더 조용한 신디사이저 사운드 부드러운 신스 라인, 깊은 베이스, 실제 악기를 사용하여 만들어진 오가닉 샘플로 이루어져있다.

### 지속적인 성장
리퀴드 음악은 2006-09년부터 Eveson, Alix Perez, Zero T, Lenzman 및 Spectrasoul과 같은 아티스트의 부상으로 계속 성장했다. 그 이전의 리퀴드처럼, 그것은 영국에서 우세하게 나왔다. 이 예술가들은 아멘 브레이크와 롤랜드 TR-808의 사용을 줄이고 드럼 앤 베이스씬에 새로운 사운드를 가져 왔다.
2007년 10월 1일 High Contrast는 자신의 앨범 Tough Guys Don't Dance로 리퀴드 펑크를 다시 주류로 끌어올렸으며 라디오 1의 댄스 싱글 차트 "Kiss Kiss Bang"을 만든 "If We Ever"와 같은 트랙을 발표했다. 결국 "크로스오버"를 중심으로 2007년 드럼 앤 베이스 앨범 중 가장 많이 듣는 음악 중 하나가 되었다. 리퀴드 펑크의 성공은 결코 주류를 떠나지 않았으며, 주간 라디오, 체이스 및 상태 More than Alot 앨범 차트 및 Brookes Brothers의 싱글 "The Big Blue", "Get On"와 "Loveline"이 댄스 차트를 쳤다.
Liquicity는 2011년에 YouTube 채널로 등장했으며 2011년에는 특히 네덜란드, 벨기에 및 영국에서 새로운 리퀴드 DnB 아티스트를 위한 레코드 레이블 및 이벤트 프로모션으로 점차 성장했다.

## 유튜브 예시
Laszlo - Rendezvous Monstercat LP Release - 유튜브

Charlotte Haining - Carried Away (Deadline Remix) - 유튜브